# Entrenador del Año de la WNBA
El premio Entrenador del Año de la WNBA (WNBA Coach of the Year Award) es un premio anual otorgado por la Asociación Nacional de Baloncesto Femenina (Women's National Basketball Association) o (WNBA) otorgado desde la temporada inaugural de la liga. El ganador o la ganadora es seleccionado al final de la temporada regular por un panel de periodistas deportivos de Estados Unidos, cada uno de los cuales emite un voto para el primer, segundo y tercer lugar las selecciones. Cada voto para la primera posición vale cinco puntos, para la segunda posición vale tres puntos y para la tercera posición vale un punto. El entrenador con mayor número de votos totales, independientemente del número de votos de primera posición, gana el premio. 
Siete entrenadores han ganado el premio y posteriormente procedió a ganar las Finales de la WNBA: Van Chancellor (1997-1999), Bill Laimbeer (2003), John Whisenant (2005), Brian Agler (2010), Cheryl Reeve (2011), Sandy Brondello (2014) y Becky Hammon (2022).

## Ganadores
| Año  | Entrenador            | Equipo                   | Récord |
| ---- | --------------------- | ------------------------ | ------ |
| 1997 | Van Chancellor        | Houston Comets           | 18–10  |
| 1998 | Van Chancellor (2)    | Houston Comets           | 27–3   |
| 1999 | Van Chancellor (3)    | Houston Comets           | 26–6   |
| 2000 | Michael Cooper        | Los Angeles Sparks       | 28–4   |
| 2001 | Dan Hughes            | Cleveland Rockers        | 22–10  |
| 2002 | Marianne Stanley      | Washington Mystics       | 17–15  |
| 2003 | Bill Laimbeer         | Detroit Shock            | 25–9   |
| 2004 | Suzie McConnell Serio | Minnesota Lynx           | 18–16  |
| 2005 | John Whisenant        | Sacramento Monarchs      | 25–9   |
| 2006 | Mike Thibault         | Connecticut Sun          | 26–8   |
| 2007 | Dan Hughes (2)        | San Antonio Silver Stars | 20–14  |
| 2008 | Mike Thibault (2)     | Connecticut Sun          | 21–13  |
| 2009 | Marynell Meadors      | Atlanta Dream            | 18–16  |
| 2010 | Brian Agler           | Seattle Storm            | 28–6   |
| 2011 | Cheryl Reeve          | Minnesota Lynx           | 27–7   |
| 2012 | Carol Ross            | Los Angeles Sparks       | 24-10  |
| 2013 | Mike Thibault (3)     | Washington Mystics       | 17-17  |
| 2014 | Sandy Brondello       | Phoenix Mercury          | 29-5   |
| 2015 | Bill Laimbeer (2)     | New York Liberty         | 23-11  |
| 2016 | Cheryl Reeve (2)      | Minnesota Lynx           | 28–6   |
| 2017 | Curt Miller           | Connecticut Sun          | 21–13  |
| 2018 | Nicki Collen          | Atlanta Dream            | 23–11  |
| 2019 | James Wade            | chicago Sky              | 20–14  |
| 2020 | Cheryl Reeve (3)      | Minnesota Lynx           | 14–8   |
| 2021 | Curt Miller (2)       | Connecticut Sun          | 26–6   |
| 2022 | Becky Hammon          | Las Vegas Aces           | 26–10  |
| 2023 | Stephanie White       | Connecticut Sun          | 27–13  |
| 2024 | Cheryl Reeve (4)      | Minnesota Lynx           | 30–10  |